# Jardins del Bisbat de Llemotges
Els Jardins del Bisbat de Llemotges són uns jardins públics municipals de la ciutat francesa de Llemotges (Alta Viena), situats al districte històric de la Cité, amb vistes al riu Viena. Amb una superfície total d'unes cinc hectàrees, els jardins del Bisbat són l'espai verd més gran del centre de la ciutat de Llemotges, al costat de la catedral de Saint-Etienne i sobretot de l'antic bisbat de la ciutat, actualment museu de les Belles Arts. Es divideixen en un jardí francès, un jardí públic típic compost per estanys i tanques d'arbres, i un extens jardí botànic, al seu torn dividit en tres espais: jardí històric, jardí temàtic i jardí d'entorns naturals regionals.
Propietat de la ciutat de Llemotges des de 1910, està gestionat i mantingut pel departament d'espais verds municipals.

## Història
El jardí era inicialment propietat eclesiàstica privada, dependent del bisbat de Llemotges. L'any 1888, la major part del jardí es va obrir al públic. Després de la llei que separava l'Església i l'Estat, el jardí va ser adquirit per l'Ajuntament, que el va obrir a la visita gratuïta l'any 1911. Danyat per la presència de casernes durant la Primera Guerra Mundial, va tenir una primera restauració als anys 20, després més. activament el 1976.

## Jardí botànic
Va ser creat a la dècada de 1950 per servir com a lloc d'observació per als estudiants de la facultat de farmàcia.

### Jardí històric (o sistemàtic)
Es tracta de la part més antiga del jardí, amb 1.500 espècies vegetals, dividides en parterres i rocalles. Contigua amb la capella de l'antic seminari de Llemotges, establerta al lloc de l'antiga abadia de Santa Maria de la Regla, i que acull el dipòsit legal regional.

### Jardí temàtic (o pràctic)
Situat a la terrassa intermèdia, hi ha, alineades en fileres, plantes medicinals, les anomenades plantes industrials, aromàtiques, alimentàries, colorants, i un espai reservat a les plantes protegides del Llemosí.

### Jardí ecològic
A sota de la capella, a l'emplaçament de l'antic monestir benedictí, molt a prop de la Ciutat dels Oficis i les Arts de Llemotges, aquesta part del jardí es caracteritza per una reconstrucció dels entorns naturals regionals (alzines, fagedes, brucs, aiguamolls, torberes). Està decorat amb un quiosc. És a través d'aquest jardí que s'accedeix als passatges subterranis de l'Abadia de la Regla.

## Jardí francès
Es divideix en tres parts: un espai al voltant d'un estany i jocs d'aigua amb accés al carrer de la Catedral; una gran esplanada amb un estany i un bosquet de til·lers davant del Museu de les Belles Arts, i un típic jardí francès (simetria i dissenys geomètrics).
També limita amb un parc infantil.

## Galeria

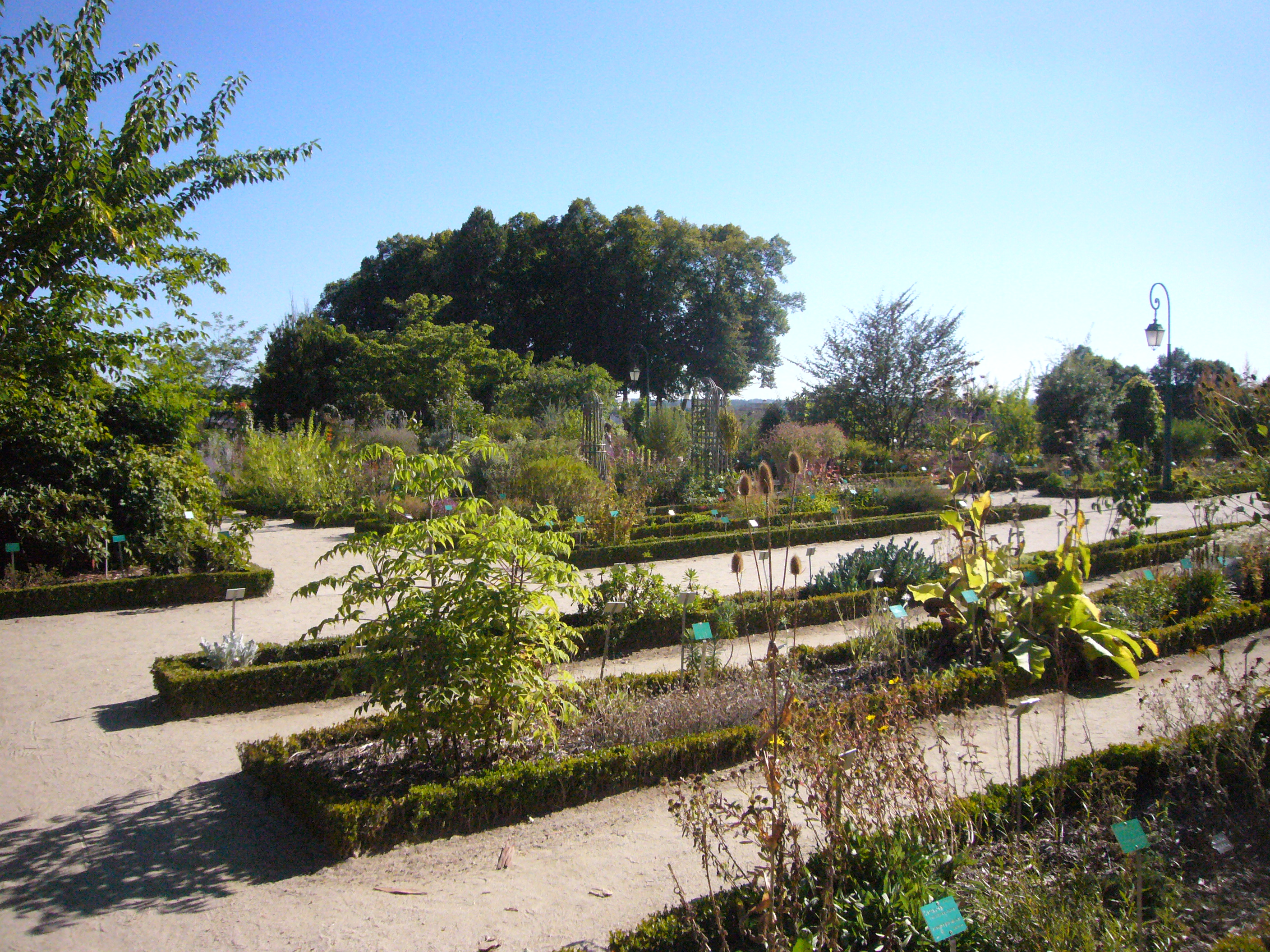
Jardí històric
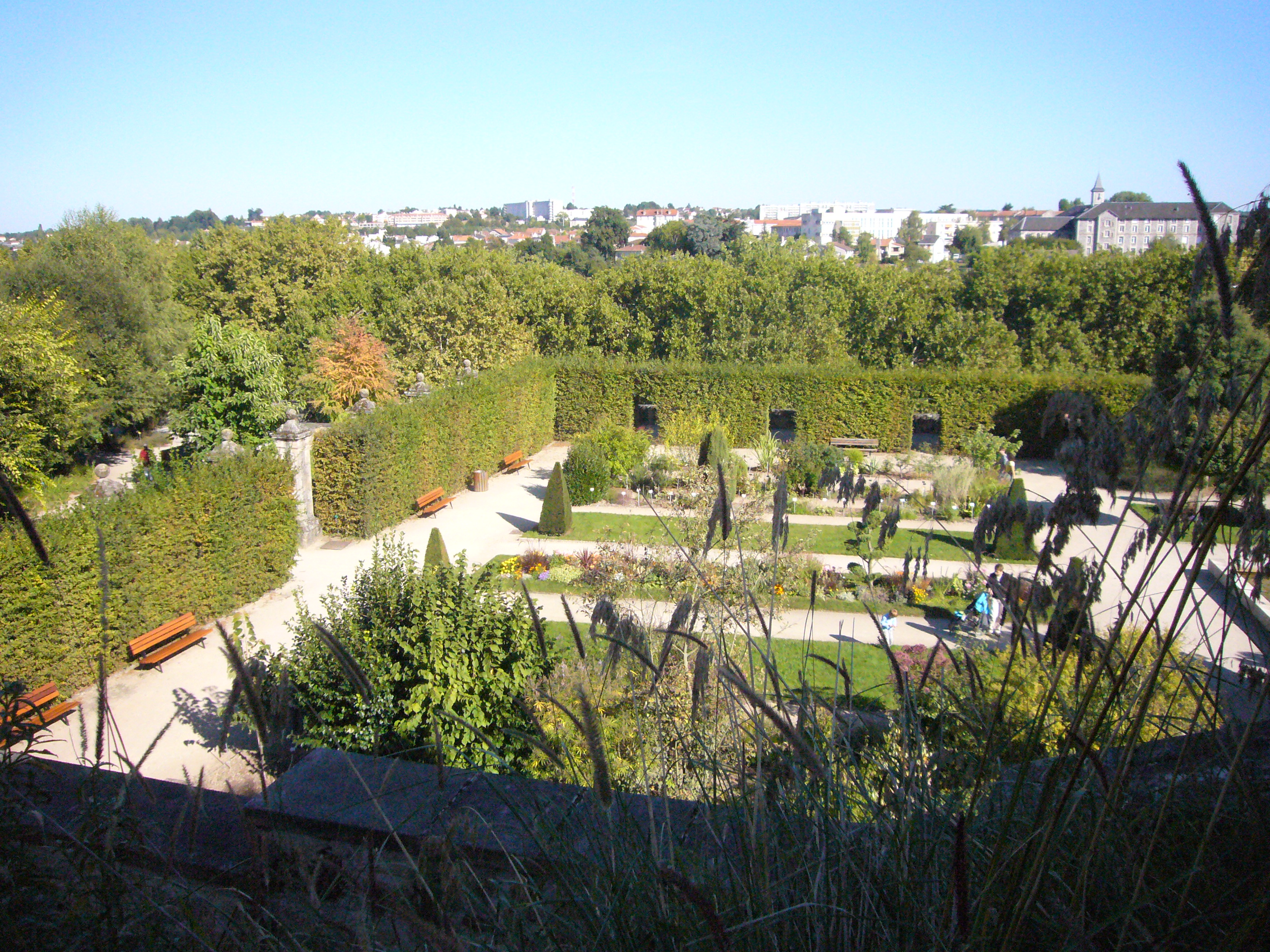
Jardí temàtic
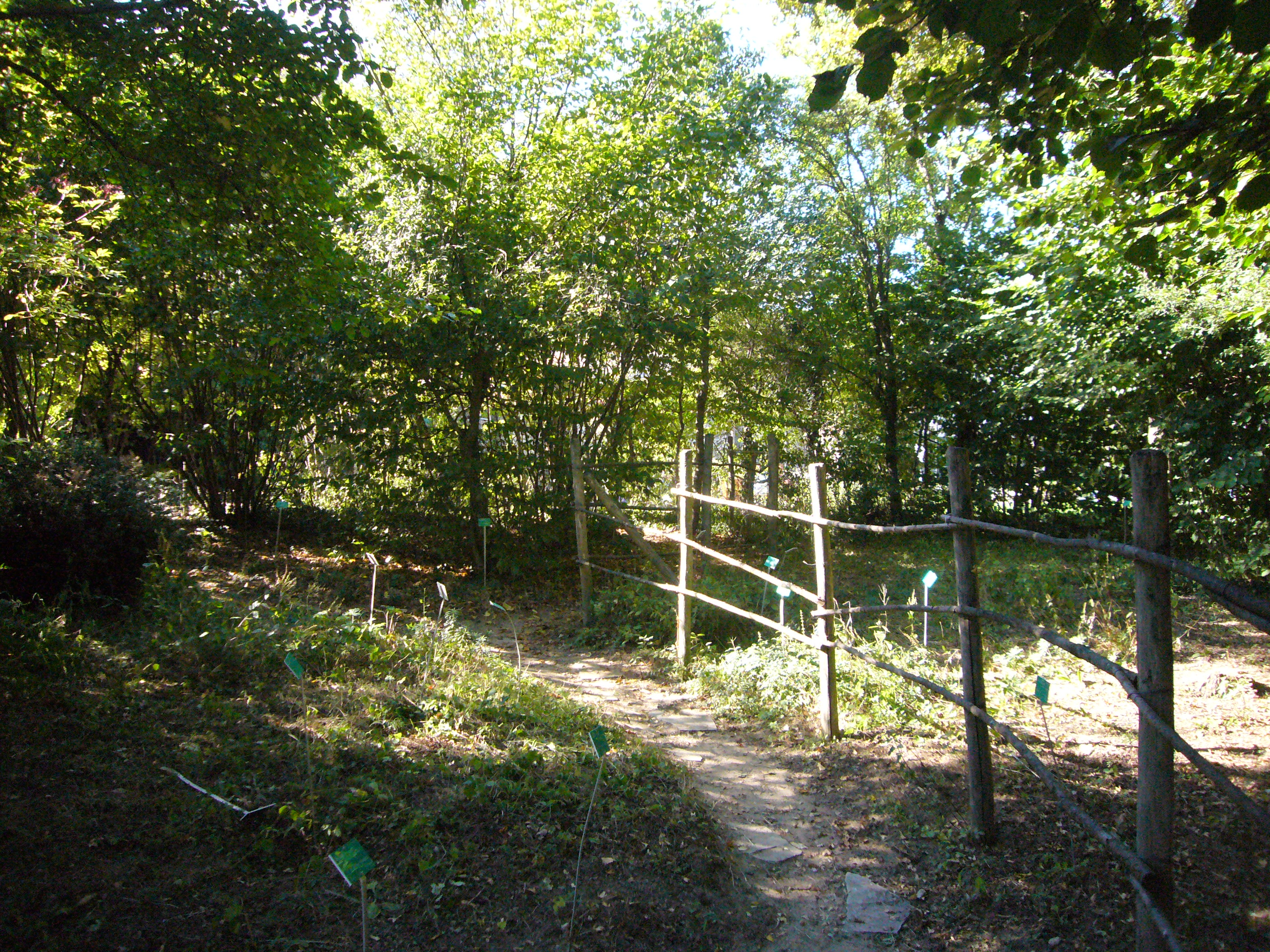
Jardí ecològic
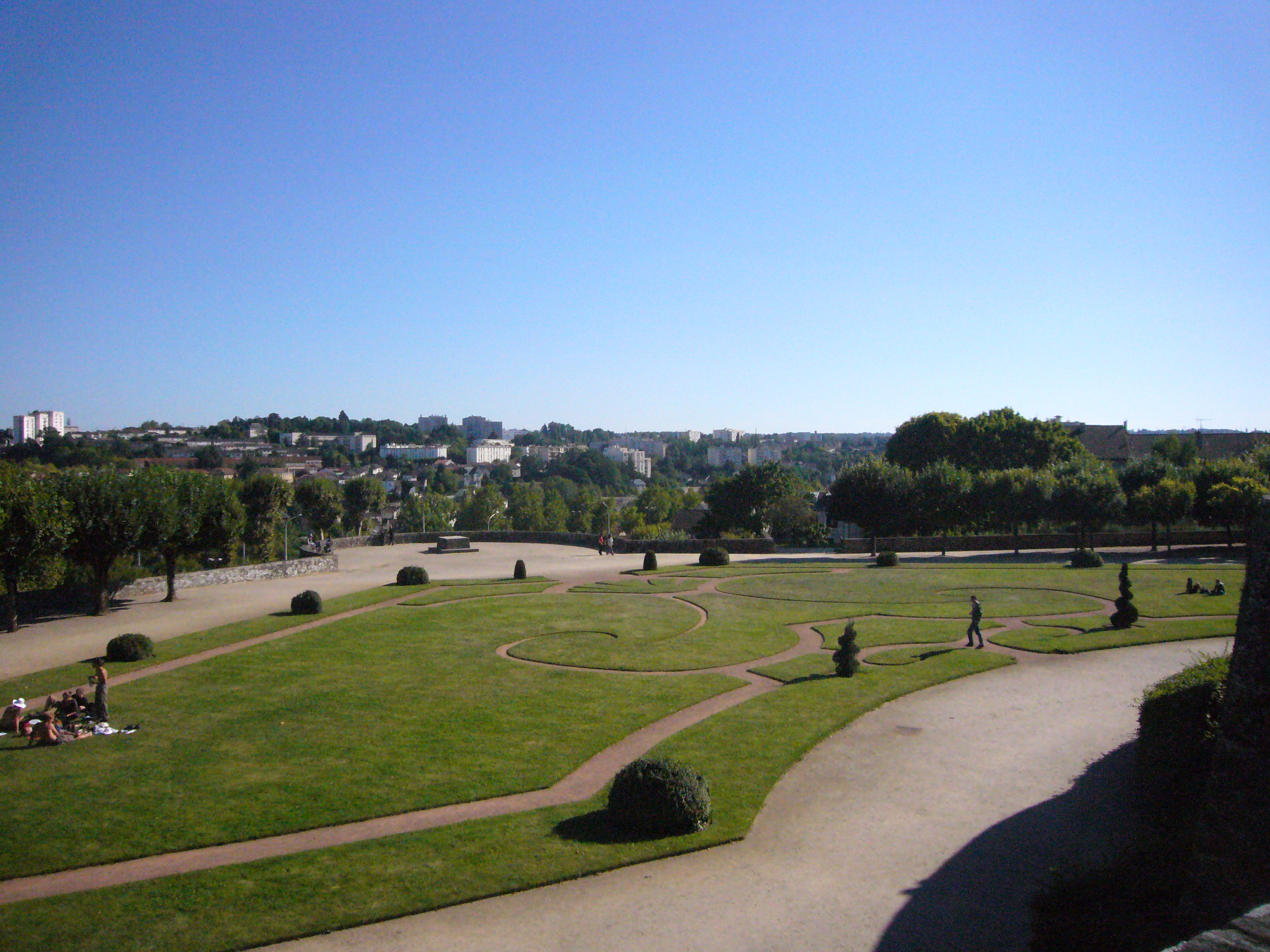
Jardí francès
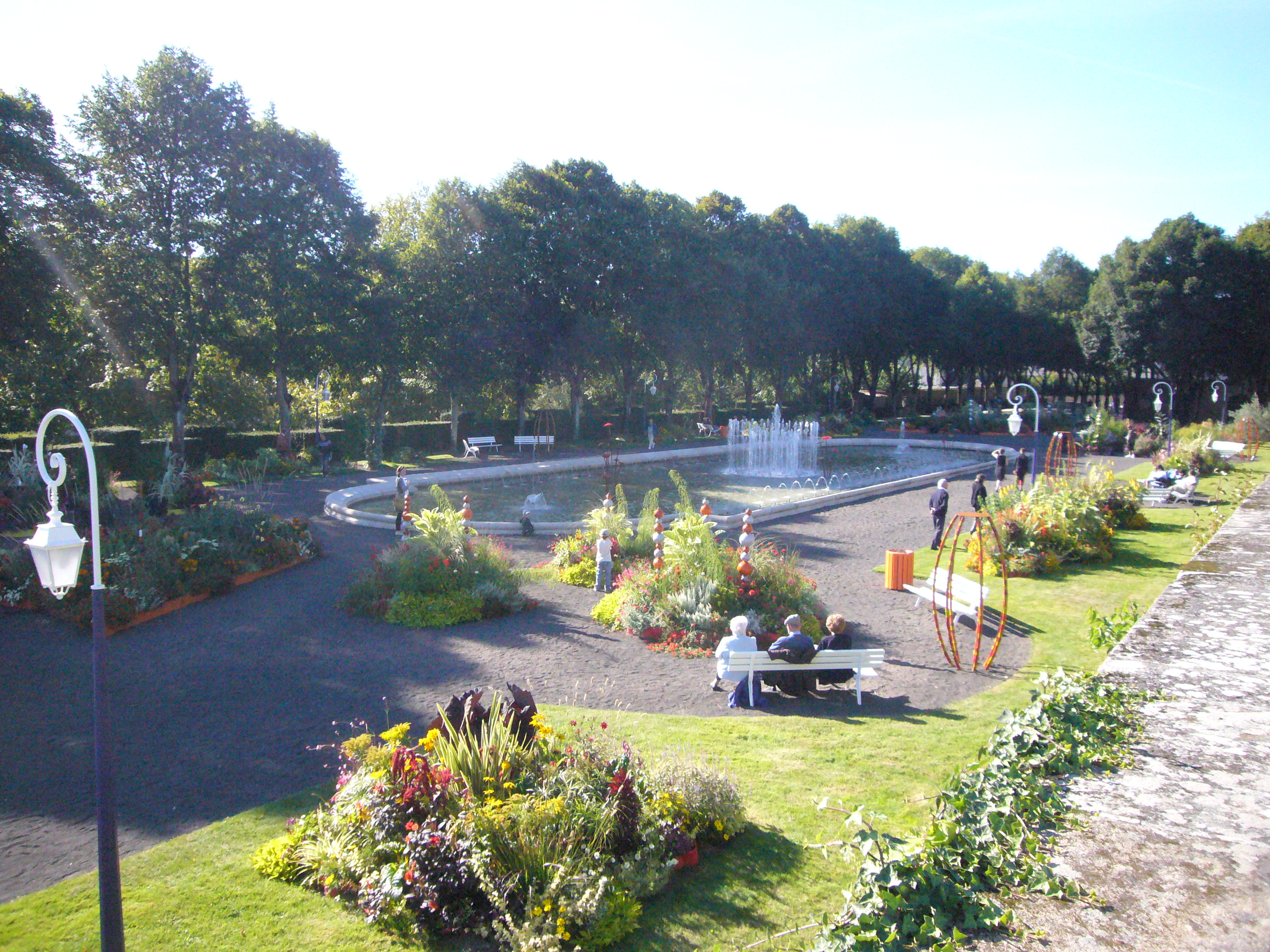
Un dels llacs del jardí
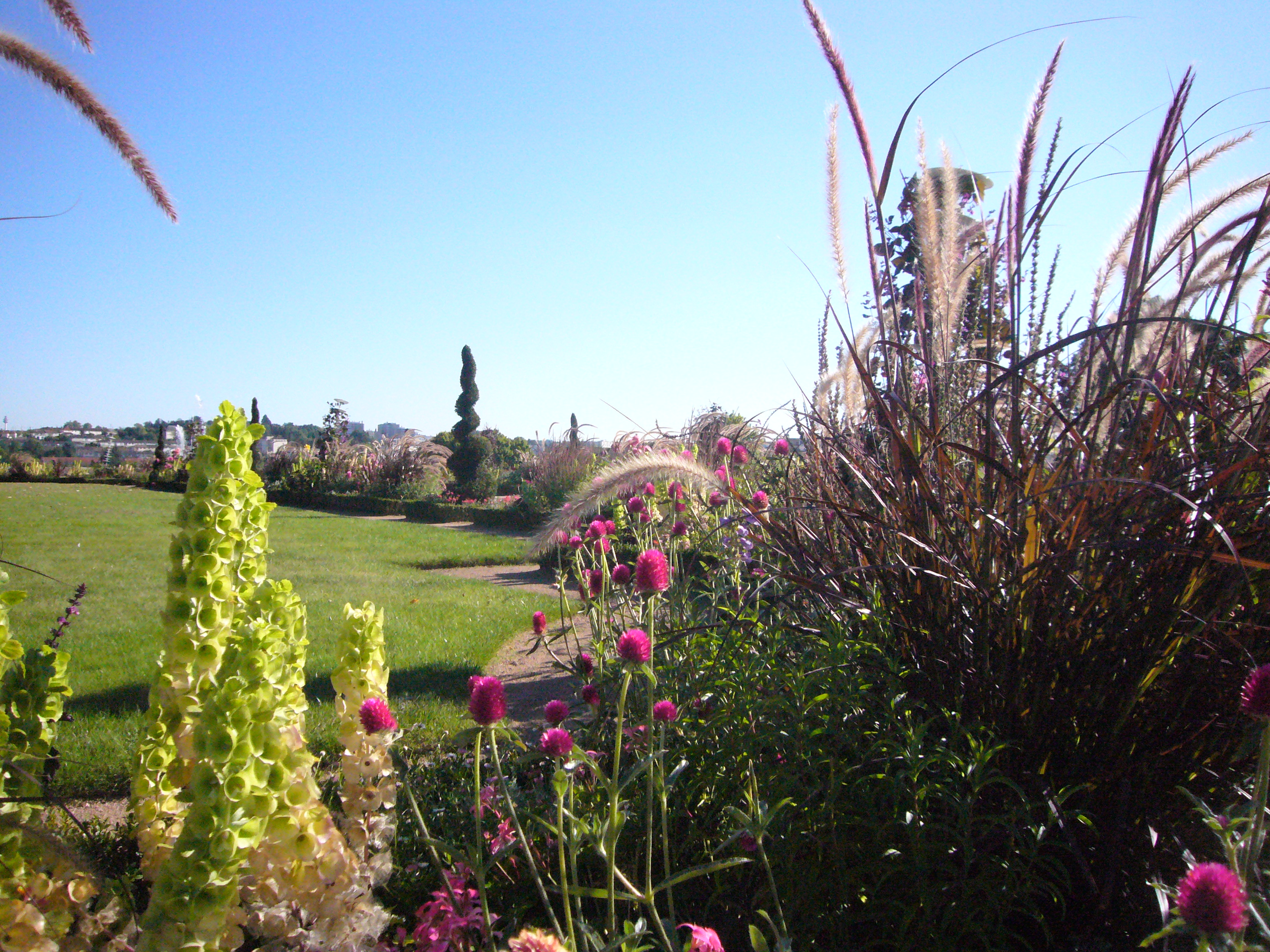
Plantes del jardí
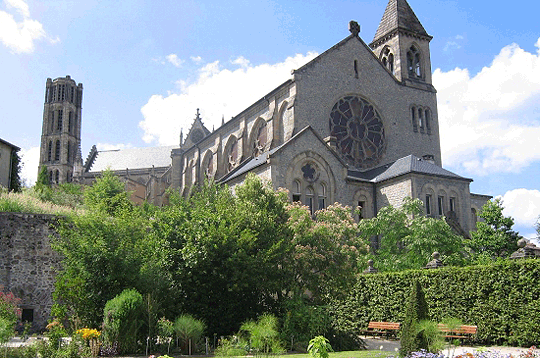
La catedral i l'abadia de la Regla des dels jardins
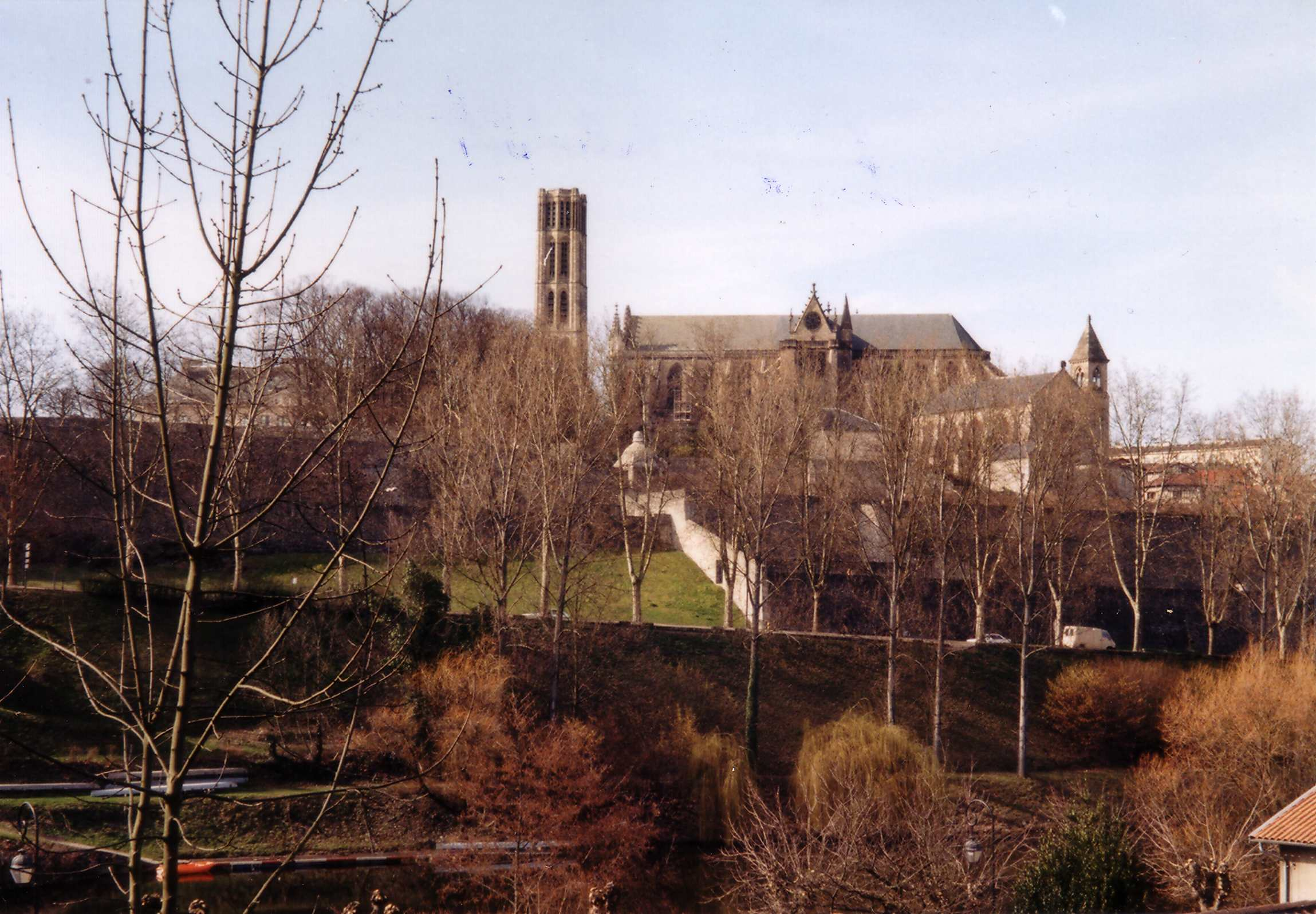
Les terrasses vistes des de la riba esquerra de la Viena
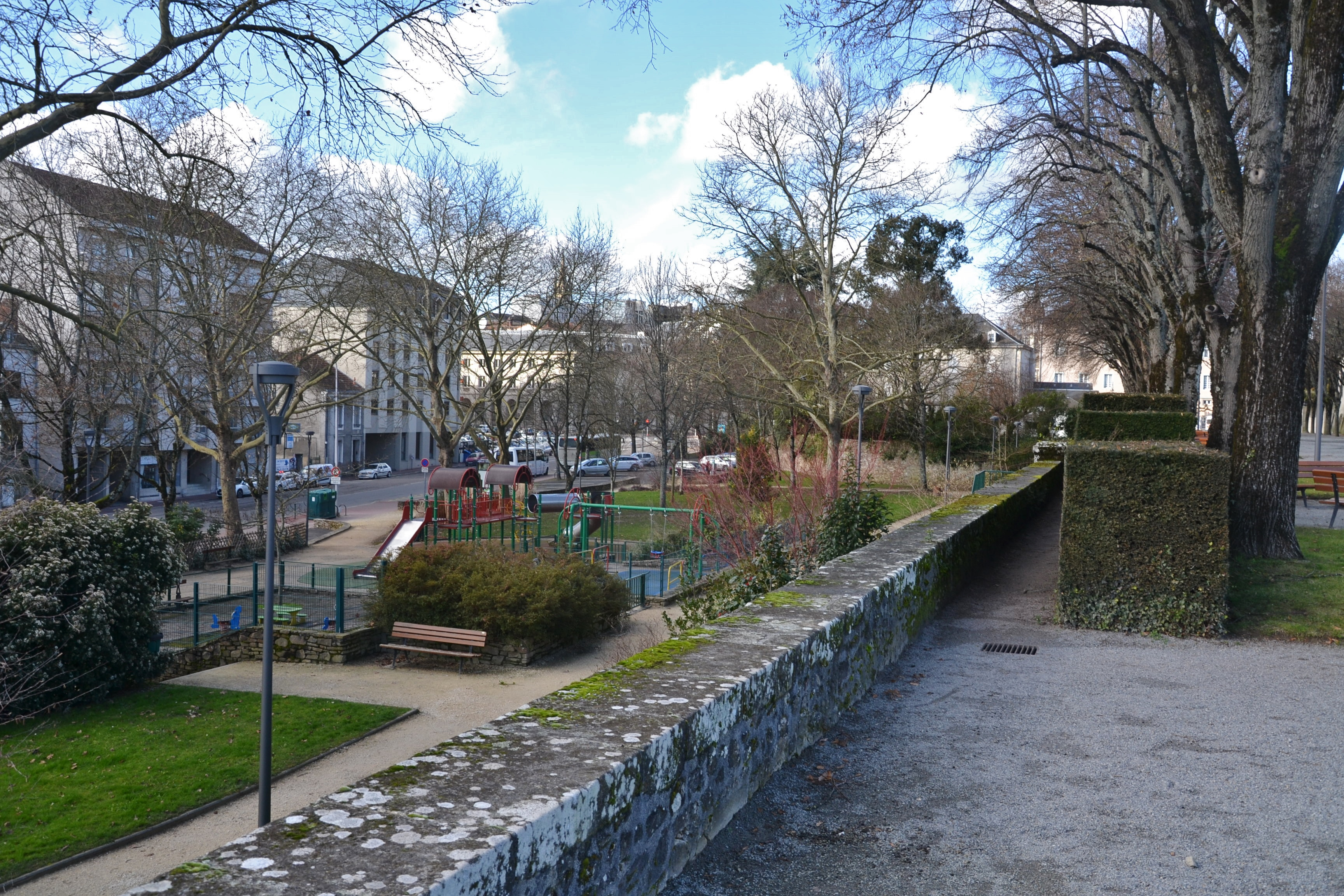
Area infantil
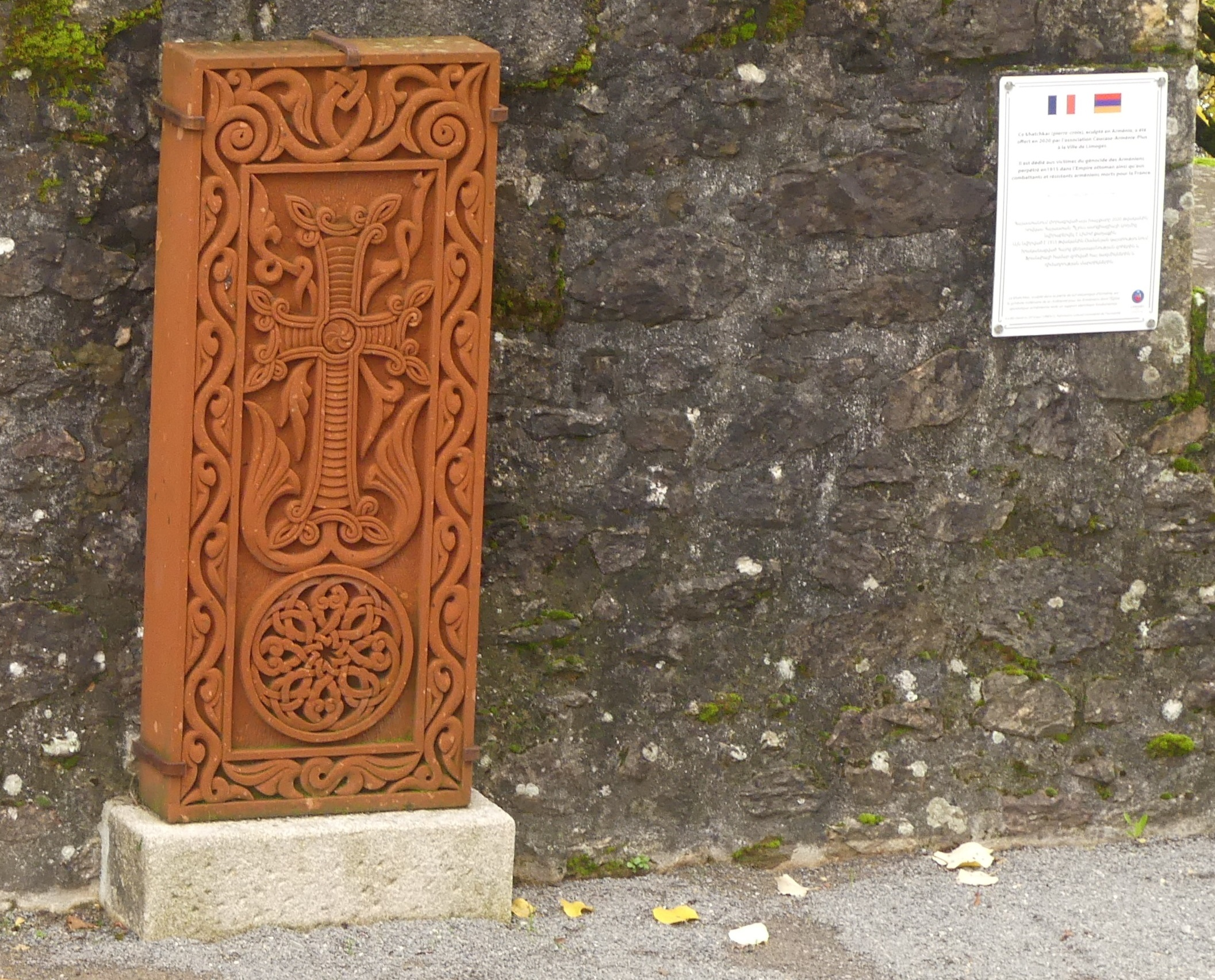
Khachkar de Llemotges, escultura commemorativa del genocidi armeni (2022).